# Jack Dearlove
Jack Gilroy Dearlove (ur. 5 czerwca 1911 w Fulham, zm. 11 lipca 1967 w Bromley) – brytyjski wioślarz, sternik, srebrny medalista olimpijski.
W wieku 12 lat Dearlove został ciężko ranny w wypadku samochodowym. Jadąc na rowerze przewrócił się, a następnie został najechany przez ciężarówkę. W wyniku odniesionych obrażeń amputowano mu prawą nogę.
Wystąpił na igrzyskach olimpijskich w Londynie w 1948 roku, gdzie Brytyjczycy w składzie: Chris Barton, Michael Lapage, Guy Richardson, Paul Bircher, Paul Massey, Brian Lloyd, David Meyrick, Alfred Mellows i Jack Dearlove (sternik) wywalczyli srebrny medal w ósemkach. W finale o 10,2 sekundy przegrali z osadą Stanów Zjednoczonych, a o 3,4 sekundy wyprzedzili Norwegów. Na tych samych igrzyskach nie pozwolono mu na udział w paradzie podczas ceremonii otwarcia igrzysk, gdyż uznano za "niewłaściwe", by w paradzie, w obecności króla, wziął udział niepełnosprawny sportowiec. Był to jego jedyny start olimpijski.
Ponadto, jako reprezentant Anglii, zdobył brąz w ósemkach na igrzyskach Imperium Brytyjskiego w Auckland w 1950.
Zginął w wypadku samochodowym, prawdopodobnie na skutek zawału serca.
Jeden z jego synów, Richard Dearlove, był mistrzem Pembroke College University of Cambridge oraz szefem Secret Intelligence Service.